# Terina circumdata
Terina circumdata är en fjärilsart som beskrevs av Walker 1865. Terina circumdata ingår i släktet Terina och familjen mätare. Inga underarter finns listade i Catalogue of Life.